# 瑪麗亞·安德拉德
瑪麗亞·安德拉德（Maria Andrade，1993年3月19日—）是一名維德角跆拳道運動員，主攻女子49公斤級項目。她曾代表維德角參加2015年世界跆拳道錦標賽女子49公斤級賽事，於64強賽落敗。

## 外部連結
- taekwondodata.com （页面存档备份，存于）